# Limoneno
O Limoneno (IUPAC: 1-metil-4-(prop-1-en-2-il)ciclohex-1-eno) é uma substância química, orgânica, natural, pertencente à família dos terpenos, classe dos monoterpenos, de fórmula molecular C10H16, encontrada em frutas cítricas (sendo o principal componente do óleo das cascas de limões e laranjas), volátil e, por isso, responsável pelo cheiro que essas frutas apresentam.
Industrialmente é utilizado para produzir para-cimeno por desidrogenação catalítica. Nos últimos anos a sua demanda tem aumentado muito devido ao seu uso em solventes biodegradáveis.
Por possuir um centro quiral, concretamente um carbono assimétrico, apresenta isomeria óptica. Portanto, existem dois isômeros ópticos: o D-limoneno e o L-limoneno. A nomenclatura IUPAC correta é R-limoneno e S-limoneno, porém se emprega com mais frequência os prefixos D e L ou alfa e beta.

## Química

Enantiômeros R e S do limoneno.

O limoneno é um terpeno relativamente estável e pode ser destilado sem decomposição, embora a elevadas temperaturas ele seja "craqueado" formando isopreno. Ele oxida-se facilmente em ar úmido produzindo carvol [en] e carvona. Com enxofre, ele sofre desidrogenação e é convertido em p-cimeno.

## Usos
Nos últimos anos tem adquirido uma importância fundamental devido a sua demanda como solvente biodegradável, e como combustível sustentável. Além disto também apresenta aplicações como componente aromático e é usado amplamente na síntese de novos compostos.
Por ser um derivado dos cítricos, o limoneno pode ser considerado um agente de transferência de calor limpo e ambientalmente inócuo, pelo qual é utilizado em muitos processos farmacêuticos e de alimentos.
O limoneno é usado, por exemplo, em dissolventes de resinas, pigmentos, tintas, na fabricação de adesivos, desodorantes, etc. Também é usado como combustível duas vezes mais eficiente do que derivados do petróleo e pelas indústrias farmacêuticas e alimentícias como componente aromático e para dar sabor (flavorizantes), na obtenção de sabores artificiais de menta e na fabricação de doces e chicletes.

## Riscos
O contato com limoneno pode apresentar alguns riscos, dependendo da exposição:
- Irritação na pele: Pode causar dermatite de contato, especialmente em pessoas sensíveis.
- Irritação ocular: O contato com os olhos pode provocar vermelhidão e ardência.
- Reações alérgicas: Algumas pessoas podem desenvolver sensibilização, resultando em alergias.
- Toxicidade respiratória: A inalação de vapores pode causar irritação no trato respiratório e, em altas concentrações, tontura ou dor de cabeça.
- Inflamabilidade: O limoneno é inflamável e pode representar risco de incêndio se manuseado de forma inadequada.

É recomendável o uso de luvas e ventilação adequada ao trabalhar com essa substância.[carece de fontes?]